# Art durable

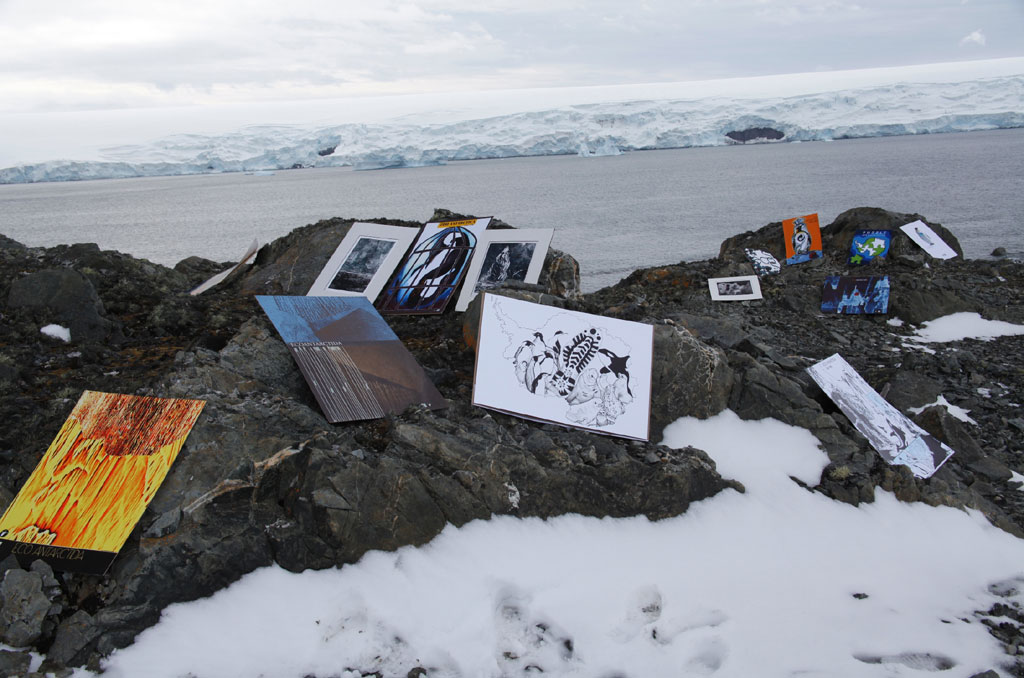
Une installation d'Eco Art en Bulgarie, 2015

L'expression art durable a été promue récemment comme un art qui se distingue de l'art environnemental, car en harmonie avec les principes clés de la durabilité, qui comprennent l'écologie, la justice sociale, la non-violence et la démocratie de proximité.
L'art durable peut être décrit comme l'art qui est produit en tenant compte de son impact sur la nature, la société, l'économie, l'histoire et la culture.

## Histoire
Selon les historiens d'art contemporain et conservateurs de musée Maja et Reuben Fowkes, les origines de l'art durable remontent à l'art conceptuel de la fin des années 1960 et du début des années 1970, avec un accent mis sur la dématérialisation et le questionnement du fonctionnement du système de l'art. Maja et Reuben Fowkes situent l'émergence de la notion de durabilité à la fin de la Guerre Froide, en 1989, avec l'avènement d'une prise de conscience du caractère mondial des problèmes écologiques et sociaux. L'art durable adopte, selon ces auteurs, une position critique à l'égard de certains praticiens clés du land art, qui montrèrent peu d'intérêt pour les conséquences écologiques de leurs travaux en traitant le paysage comme une toile géante avec un bulldozer en guise de pinceau. Ils ont contesté la division polémique entre art "autonome" et art "instrumental" née avec le modernisme, estimant que c'est .
Depuis 2005, il existe une biennale des arts durables à Ihlienworth près de Hambourg, en Allemagne. Elle est organisée par l'artiste conceptuel et conservateur de musée Samuel J. Fleiner.
Il existe un éventail d'interprétations des relations entre l'art et la durabilité, parallèlement à l'expression "art durable" promue par Maja et Reuben Fowkes : certains auteurs préférant les notions plus larges "d'arts de la durabilité" ou "de l'art et de la durabilité (par exemple, Kagan et Kirchberg). D'autres ont explicitement rejeté l'utilisation du terme "art durable", se référant plutôt au « travail artistique qui nous pousse à réfléchir à la durabilité »(Margot Käßmann).
Les débats professionnels concernant la relation de l'art contemporain à la durabilité ont débuté à travers l'Europe au début des années 2000, avec, par exemple, la conférence de la Société allemande pour la politique culturelle (Instituts für Kulturpolitik der Kulturpolitischen Gesellschaft e.V.), en janvier 2002 à l'Académie des arts de Berlin, et le Tutzinger Manifest. Un Symposium International sur le développement durable et l'art contemporain a eu lieu à l'Université d'Europe Centrale à Budapest, en mars 2006. C'était le premier d'une série de colloques internationaux organisés par Maja et Reuben Fowkes réunissant des artistes contemporains, des philosophes et des activistes des sciences de l'environnement pour explorer des questions telles que Exit or Activism (2008), Hard Realities and the New Materiality (2009) et Art, Post-Fordism and Eco-Critique (2010). En mars–avril 2007, à l'Université Leuphana de Lüneburg, le réseau de recherche sur les arts de l'Association Européenne de Sociologie s'est intéressé aux mouvements récents et aux approches des "arts et du développement durable" lors de sa conférence biennale.
Les textes clés dans le champ émergeant de l'art durable comprennent Kultur - Kunst - Nachhaltigkeit de Hildegard Kurt et Bernard Wagner (2002), The Principles of Sustainability in Contemporary Art (2006) de Maja et Reuben Fowkes et Art and Sustainability (2011) de Sacha Kagan. Une collection d'analyses interdisciplinaires des arts et des cultures en relation avec le développement durable est disponible dans l'ouvrage Sustainability: a new frontier for the arts and cultures (2008) de Sacha Kagan et Volker Kirchberg.
Des expositions ont été dédiées de manière explicite à l'art durable comme, par exemple : Beyond Green: Towards a Sustainable Art au Smart Museum of Art de Chicago, en novembre 2005. Une analyse du conflit d'idées entre les notions de développement durable et de durabilité (terme qui oscille entre "durabilité écologique" et "développement économique durable") est présentée dans l'ouvrage  de T.J. Demos intitulé : The Politics of Sustainability: Art and Ecology (2009).
Pour un exposé récent du rôle de l'art contemporain dans la mise en évidence des questions environnementales, l'expression de critiques à l'égard de facteurs non durables dans la société et l'offre de solutions imaginatives pour la durabilité, Maja et Reuben Fowkes développent un essai intitulé : Art and Sustainability dans le livre Enough for All Forever (2012).